# Flame (film, 1996)
Pour les articles homonymes, voir Flame.
Pour plus de détails, voir Fiche technique et Distribution.
Flame est un film franco-zimbabwéen réalisé par Ingrid Sinclair et sorti en 1996.

## Synopsis
Deux adolescentes de 15 ans, Florence et Nyasha, quittent leur famille pour rejoindre la guérilla - « Chimurenga (guerre de libération) » - dans la Rhodésie en guerre.

## Fiche technique
- Titre : Flame
- Réalisation : Ingrid Sinclair
- Scénario : Ingrid Sinclair, Barbara Jago et Philip Roberts
- Photographie : João Costa
- Costumes : Heeten Bhagat
- Décors : Carine Tredgold
- Son : Faouzi Thabet
- Montage : Elisabeth Moulinier
- Musique : Philip Roberts
- Sociétés de production : JBA Production - Zimmedia
- Pays de  production :  France -  Zimbabwe
- Distribution : Les Films du Paradoxe (France) - EZEF (Allemagne)
- Durée : 90 minutes
- Date de sortie : France - mai 1996 (Festival de Cannes)

## Distribution
- Marian Kunonga : Flame
- Ulla Mahaka : Liberty
- Moise Matura
- Norman Madawo
- Dick 'Chinx' Chingaira
- Lawrence Simbarashe
- Simon Shumba
- David Musvaire

## Distinctions

### Récompenses
- Prix du public / Meilleure actrice (Marian Kunonga) au Festival international du film d'Amiens 1996[1]
- Grand prix du jury au Festival international du premier film d'Annonay 1997
- Prix Nestor Almendros du Human Rights Watch International Film Festival 1997

### Sélection
- Festival de Cannes 1996 (sélection de la Quinzaine des réalisateurs)[2]